# Ptyssiglottis sanguinolenta
Ptyssiglottis sanguinolenta är en akantusväxtart som först beskrevs av Vahl, och fick sitt nu gällande namn av B. Hansen. Ptyssiglottis sanguinolenta ingår i släktet Ptyssiglottis och familjen akantusväxter. Inga underarter finns listade i Catalogue of Life.